# Municipio de Saltcreek (Ohio)
El municipio de Saltcreek (en inglés: Saltcreek Township) es un municipio ubicado en el condado de Pickaway en el estado estadounidense de Ohio. En el año 2010 tenía una población de 2925 habitantes y una densidad poblacional de 31,46 personas por km².

## Geografía
El municipio de Saltcreek se encuentra ubicado en las coordenadas 39°30′53″N 82°47′32″O / 39.51472, -82.79222. Según la Oficina del Censo de los Estados Unidos, el municipio tiene una superficie total de 92.97 km², de la cual 92,91 km² corresponden a tierra firme y (0,07 %) 0,06 km² es agua.

## Demografía
Según el censo de 2010, había 2925 personas residiendo en el municipio de Saltcreek. La densidad de población era de 31,46 hab./km². De los 2925 habitantes, el municipio de Saltcreek estaba compuesto por el 98,09 % blancos, el 0,72 % eran afroamericanos, el 0,14 % eran amerindios, el 0,1 % eran asiáticos, el 0,14 % eran de otras razas y el 0,82 % eran de una mezcla de razas. Del total de la población el 0,75 % eran hispanos o latinos de cualquier raza.